# Krivá
Krivá este o comună slovacă, aflată în districtul Dolný Kubín din regiunea Žilina. Localitatea se află la altitudinea de 545 m deasupra n.m., se întinde pe o suprafață de 18,877 km2 și în 2017 număra 810 locuitori.

## Istoric
Localitatea Krivá este atestată documentar din 1575.

## Demografie
| An:                | 1994 | 2004   | 2014   | 2024   |
| ------------------ | ---- | ------ | ------ | ------ |
| Număr de persoane: | 756  | 794    | 800    | 795    |
| Diferență:         |      | +5,02% | +0,75% | −0,62% |

| An:                | 2023 | 2024   |
| ------------------ | ---- | ------ |
| Număr de persoane: | 816  | 795    |
| Diferență:         |      | −2,57% |